# Парки Нижнего Новгорода
В настоящее время в Нижнем Новгороде открыто более 15 парков, для 8 из них созданы предприятия по обслуживанию: шесть — для парков культуры и отдыха, по одному для ландшафтного и детского. Наиболее известные парки: Сормовский, Автозаводский, «Швейцария», Кулибина, 1 Мая, «Дубки» и лесопарк Щёлоковский хутор. Многие сцены фильмов «Жизнь Клима Самгина», «Вишнёвый омут», «Сибирский цирюльник» и «Дети Арбата» снимались на Щёлоковском хуторе, в музее архитектуры и быта народов нижегородского Поволжья.
Доходы предприятий в 2007 году составили 47 млн рублей.

## Парки
- Парк имени 1 Мая — 15 га, старейший парк в заречной части города. Он был заложен в 1894 году и находился на территории Всероссийской торгово-промышленной и художественной выставки 1896 года[1].
- Автозаводский парк — 69,2 га, 14 аттракционов, большой фонтан, обслуживается муниципальным унитарным предприятием.
- Парк «Дубки» — расположен в Ленинском районе, обслуживается муниципальным учреждением культуры.
- Парк Кулибина — 12 га, обслуживается отделом коммунального хозяйства администрации Нижегородского района. Находится на территории бывшего Петропавловского кладбища, сохранилась кладбищенская церковь.
- Парк Победы[2] (Нижегородский район, набережная Гребного канала) заложен в честь 40-летия победы в Великой Отечественной войне рядом с Александровским садом[3].
- Парк имени А. С. Пушкина (Советский район) — 10 га, расположен между улицами Белинского и Тимирязева. В 2008 году изменено зонирование 50 % территории парка для строительства нового здания Театра оперы и балета[4].
- Сормовский парк — 146 га, 9 аттракционов, обслуживается муниципальным унитарным предприятием.
- Станкозаводский парк (сад имени Маяковского)[5] — в 2009 году, после длительного перерыва, возобновились работы по благоустройству[6] — ул. Арктическая.
- Парк «Швейцария» (Приокский район) — 380 га, обслуживается муниципальным унитарным предприятием.

## Парк исторической реконструкции
- Pax Romana (парк) — парк исторической реконструкции на тему римской истории с элементами стилизации, расположенный на противоположном от Нижнего Новгорода берегу Волги, в городе Бор Нижегородской области.

## Сады
- Александровский сад
- Губернаторский сад — на территории Нижегородского кремля.
- Ботанический сад
- Архиерейский сад (Нижегородский район) — 2,5 га, в советское время — Сад Свердлова[7], обслуживается ООО «Торнадо».

## Лесопарки
- Анкудиновский лес
- Зелёный Город
- Копосовская дубрава
- Стригинский бор
- Щёлоковский хутор — лесопарк в Советском и Приокском районах, где расположен Музей архитектуры и быта народов Нижегородского Поволжья.

## Скверы
- Сквер на площади Горького
- Сквер «Звездинка»
- Сквер имени Свердлова
- Сквер на площади Свободы
- Сквер на Московском шоссе

## Зоопарки
- «Швейцария» («Мишутка») в одноимённом парке (закрыт, ликвидирован)
- «Лимпопо» в Сормовском парке
- Детский зоопарк «Мадагаскар»[8] в Сормовском парке
- Живой уголок «Теремок»[9] в парке им. 1 мая